# Neuroradiologi

Transversella snitt från datortomografi av skallens övre del. Luft avbildas som svart, ben som vitt och gråskalorna motsvarar hjärnan och annan mjukvävnad.
En hjärntumör syns som ett mörkare område i bildens övre högra del vilket för patienten motsvarar den främre vänstra hjärnhalvan.

Neuroradiologi är en medicinsk grenspecialitet som omfattar fördjupade kunskaper och färdigheter inom radiologisk diagnostik av sjukdomar, skador och missbildningar inom centrala nervsystemet samt huvudet och ryggen. Specialistkompetens i neuroradiologi förutsätter dessutom kunskaper, färdigheter och förhållningssätt som motsvarar specialistkompetens i medicinsk radiologi.
Det finns flera olika tekniker för att kunna studera funktioner och strukturer hos hjärnan. De äldsta metoderna var "luftskalle" encefalografi och "färgskalle" cerebral angiografi, som var plågsamma undersökningar och fruktade av patienterna. De användes fram till 1970-talet. Vid luftskalle användes luft som kontrastmedel som fyllde ut hjärnans hålrum som då syntes på röntgenbilderna, eftersom röntgenmetoden inte klarade kroppens mjukdelar. Konventionell röntgenundersökning ger viss information om strukturen men ingen information om funktionen.
Följande metoder är särskilt viktiga inom neuroradiologin.
- Datortomografi, CT eller DT.
- Myelografi
- Angiografi av hjärnan
- Magnetresonanstomografi, MRT
- Ultraljud av hjärnan
- SPECT
- Spinal angiografi
- Positronemissionstomografi, PET
- Orbital flebografi
- Interventionell neuroradiologi, vilket är metoder som inte bara innebär diagnostik utan även behandling. Det finns till exempel metoder för att åtgärda artärbråck i huvudet.